# 扭歪無限邊形

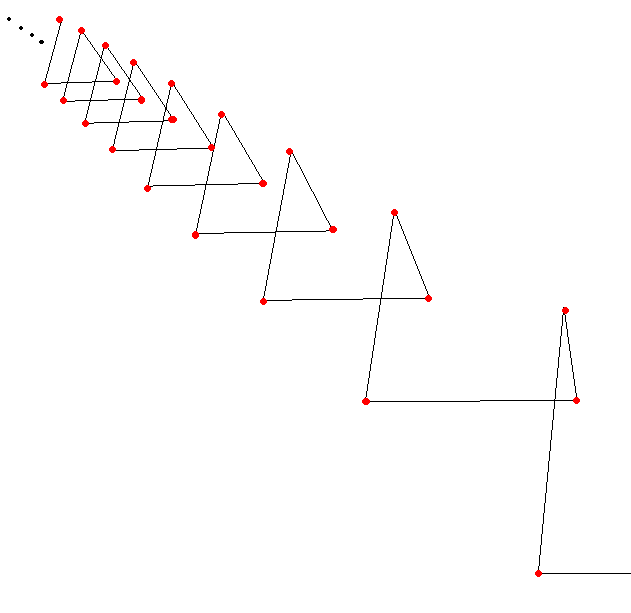
三維空間中的扭歪無限邊形

在幾何學中，扭歪無限邊形（英語：Skew apeirogon）又稱歪斜無限邊形、撓無限邊形是一種頂點並非全部共線的無限邊形。
較常討論及研究的扭歪無限邊形主要有兩個不同維度的形式，一種是二維的鋸齒歪斜無限邊形（英語：zig-zag skew apeirogons）其頂點交錯位於兩條互相平行的直線上，另一種是三維的螺旋歪斜無限邊形（英語：helical skew apeirogons）其頂點位於一個圓柱面上。二維中的鋸齒歪斜無限邊形可以看做是不斷平移鏡射，如三維空間的螺旋軸對稱的形狀。
正的扭歪無限邊形存在於仿射和雙曲考克斯特群的皮特里多邊形中。他們就如同合成所有考克斯特群鏡射的單一變換。

## 二維的正扭歪無限邊形
位於二維空間的正扭歪無限邊形是一種鋸齒扭歪多邊形，又稱為正鋸齒扭歪無限邊形具有2*∞, D∞d帶狀群的對稱性。
正的扭歪無限邊形存在於三種正鑲嵌圖的皮特里多邊形中，包括正方形鑲嵌、正三角形鑲嵌以及正六邊形鑲嵌，其內角分別為90°、120°和60°分別來自各正鑲嵌圖裡的正多邊形。
|  |

## 等角扭歪無限邊形
等角扭歪無限邊形具有兩種不同的邊交錯出現在帶狀群的對稱性中，可以看成將正鋸齒扭歪無限邊形扭曲成具有平移對稱性的等角無限邊形。
| 對稱性： p1, [∞]+, (∞∞), C∞ | 對稱性： p1, [∞]+, (∞∞), C∞ |
| --------------------------- | --------------------------- |
|                             |                             |

另外還有一種等角扭歪無限邊形，其兩種不同的邊其中一種邊交錯的與兩條相互平行的直線重和（共線），每個平行邊的中垂線都是整個圖形的鏡射軸。若邊都等長則可以稱其為半正扭歪無限邊形。
| 對稱性： p2mg, [2+,∞], (2*∞), D∞d | 對稱性： p2mg, [2+,∞], (2*∞), D∞d | 對稱性： p2mg, [2+,∞], (2*∞), D∞d |
| --------------------------------- | --------------------------------- | --------------------------------- |
|                                   |                                   |                                   |

半正扭歪無限邊形存在於一些平面正鑲嵌圖或半正鑲嵌圖的皮特里多邊形中：

## 雙曲面上的扭歪無限邊形
如同平面幾何，在雙曲幾何中也能找到扭歪無限邊形。
在雙曲面上的正扭歪無限邊形與平面的正扭歪無限邊形類似，一樣是存在於雙曲面上正鑲嵌圖的皮特里多邊形中，雙曲面半正扭歪無限邊形也一樣，存在於雙曲面上半正鑲嵌圖的皮特里多邊形中。

## 三維空間的扭歪無限邊形
三維空間的扭歪無限邊形是一種頂點全部侷限於一個圓柱面的螺旋狀幾何圖形，稱為螺旋無限邊形
這種扭歪無限邊形可以藉由無限堆疊的半正柱體或反柱體來構造，一般其扭曲角並不限於180度的整數除數。這種扭歪無限邊形具有螺旋軸對稱的對稱性。
無限堆疊的柱體，比如無限堆疊的正方體，透過每個正方形面的對角線相連，環繞著無限堆疊的正方體而構成一個四角螺旋無限邊形，其扭曲角為90度，在施萊夫利符號中以{∞}#{4}表示
無限堆疊的反柱體，比如無限堆疊的正八面體，透過每個邊螺旋地環繞著無限堆疊的正八面體相連，而構成，根據連的邊不同，一共有三種不同的組合，分別以紅色、綠色和藍色三種顏色表示。其扭曲角為60度，在施萊夫利符號中以{∞}#{6}表示